# Tournemire (Aveyron)
Pour les articles homonymes, voir Tournemire.
Tournemire est une commune française située dans le département de l'Aveyron, en région Occitanie.

## Géographie

### Localisation
Tournemire est située à 498 mètres d'altitude au sud du Massif central au pied du Causse du Larzac à 2,5 kilomètres de Roquefort-sur-Soulzon. Le village est traversé par le Joulbas et le Brias qui forment, en se rejoignant, la rivière du Soulzon.
L'Institut de radioprotection et de sûreté nucléaire (IRSN) a installé une station expérimentale dans l'ancien tunnel ferroviaire de près de 2 kilomètres afin d'étudier les propriétés de confinement de la radioactivité dans l'argile. Aucun composant radioactif n'y est introduit au titre des recherches et le site n'est pas destiné à accueillir un jour des déchets radioactifs.

### Communes limitrophes
Les communes limitrophes sont  La Bastide-Pradines, Roquefort-sur-Soulzon, Saint-Jean-et-Saint-Paul, Saint-Rome-de-Cernon et Viala-du-Pas-de-Jaux.

### Hydrographie

#### Réseau hydrographique

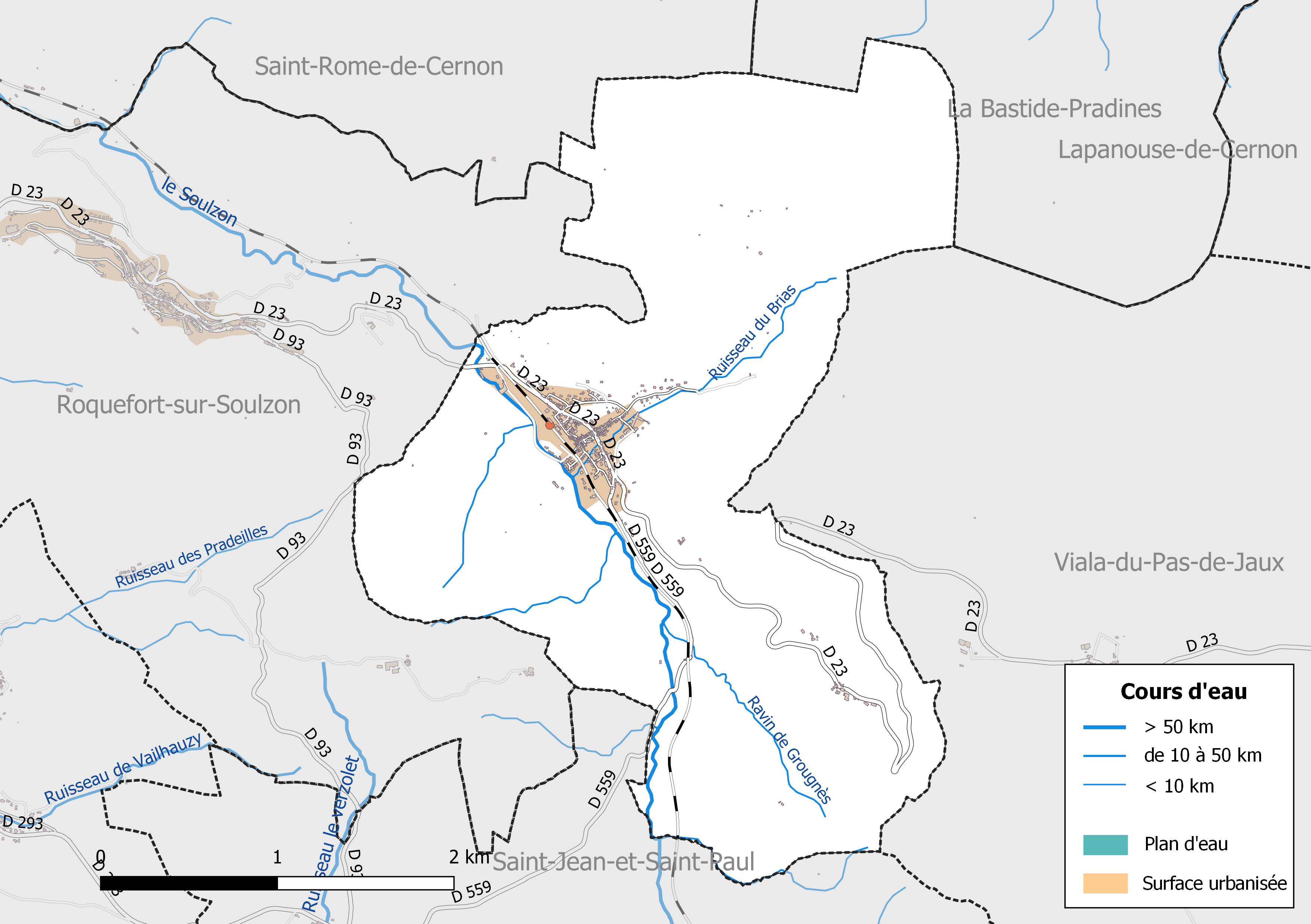
Réseaux hydrographique et routier de Tournemire.

La commune est drainée par le Soulzon, le ravin de Grougnès, le ruisseau du Brias et par divers petits cours d'eau.
Le Soulzon, d'une longueur totale de 10,3 km, prend sa source dans la commune de Saint-Jean-et-Saint-Paul et se jette  dans le Cernon à Saint-Rome-de-Cernon, après avoir arrosé 4 communes.

#### Gestion des cours d'eau
Afin d’atteindre le bon état des eaux imposé par la Directive-cadre sur l'eau du 23 octobre 2000, plusieurs outils de gestion intégrée s’articulent à différentes échelles pour définir et mettre en œuvre un programme d’actions de réhabilitation et de gestion des milieux aquatiques : le SDAGE (Schéma directeur d'aménagement et de gestion des eaux), à l’échelle du bassin hydrographique, et le SAGE (Schéma d'aménagement et de gestion des eaux), à l’échelle locale. Ce dernier fixe les objectifs généraux d’utilisation, de mise en valeur et de protection quantitative et qualitative des ressources en eau superficielle et souterraine. Trois SAGE sont mis en oeuvre dans le département de l'Aveyron.
La commune fait partie du SAGE Tarn amont, approuvé le 15 décembre 2015, au sein du SDAGE Adour-Garonne. Le territoire de ce SAGE concerne une partie des bassins du Tarn de l’Aveyron et de l’Agout. Il couvre 69 communes, sur trois départements (Aveyron, Gard et Lozère) et deux régions, pour une superficie de 2 700 km2,. Le pilotage et l’animation du SAGE et du contrat de rivière du Tarn-amont associé sont assurés par le Syndicat mixte du bassin versant du Tarn-amont (SMBVTAM), qualifié de « structure porteuse ». Cet organisme a été créé le 1er avril 2018 et est constitué de neuf communautés de communes.

### Climat
Pour des articles plus généraux, voir Climat de l'Occitanie et Climat de l'Aveyron.
En 2010, le climat de la commune est de type climat des marges montargnardes, selon une étude s'appuyant sur une série de données couvrant la période 1971-2000. En 2020, Météo-France publie une typologie des climats de la France métropolitaine dans laquelle la commune est exposée à un climat de montagne et est dans la région climatique Sud-est du Massif Central, caractérisée par une pluviométrie annuelle de 1 000 à 1 500 mm, minimale en été, maximale en automne.
Pour la période 1971-2000, la température annuelle moyenne est de 11,4 °C, avec une amplitude thermique annuelle de 15,9 °C. Le cumul annuel moyen de précipitations est de 1 046 mm, avec 10,7 jours de précipitations en janvier et 4,8 jours en juillet. Pour la période 1991-2020, la température moyenne annuelle observée sur la station météorologique la plus proche, située sur la commune de La Cavalerie à 12 km à vol d'oiseau, est de 10,1 °C et le cumul annuel moyen de précipitations est de 934,2 mm,. Pour l'avenir, les paramètres climatiques de la commune estimés pour 2050 selon différents scénarios d'émission de gaz à effet de serre sont consultables sur un site dédié publié par Météo-France en novembre 2022.

### Milieux naturels et biodiversité

#### Espaces protégés
La protection réglementaire est le mode d’intervention le plus fort pour préserver des espaces naturels remarquables et leur biodiversité associée.
Dans ce cadre, la commune fait partie d'un espace protégé, le Parc naturel régional des Grands Causses, créé en 1995 et d'une superficie de 327 937 ha, s'étend sur 97 communes. Ce territoire rural habité, reconnu au niveau national pour sa forte valeur patrimoniale et paysagère, s’organise autour d’un projet concerté de développement durable, fondé sur la protection et la valorisation de son patrimoine,,.

#### Sites Natura 2000

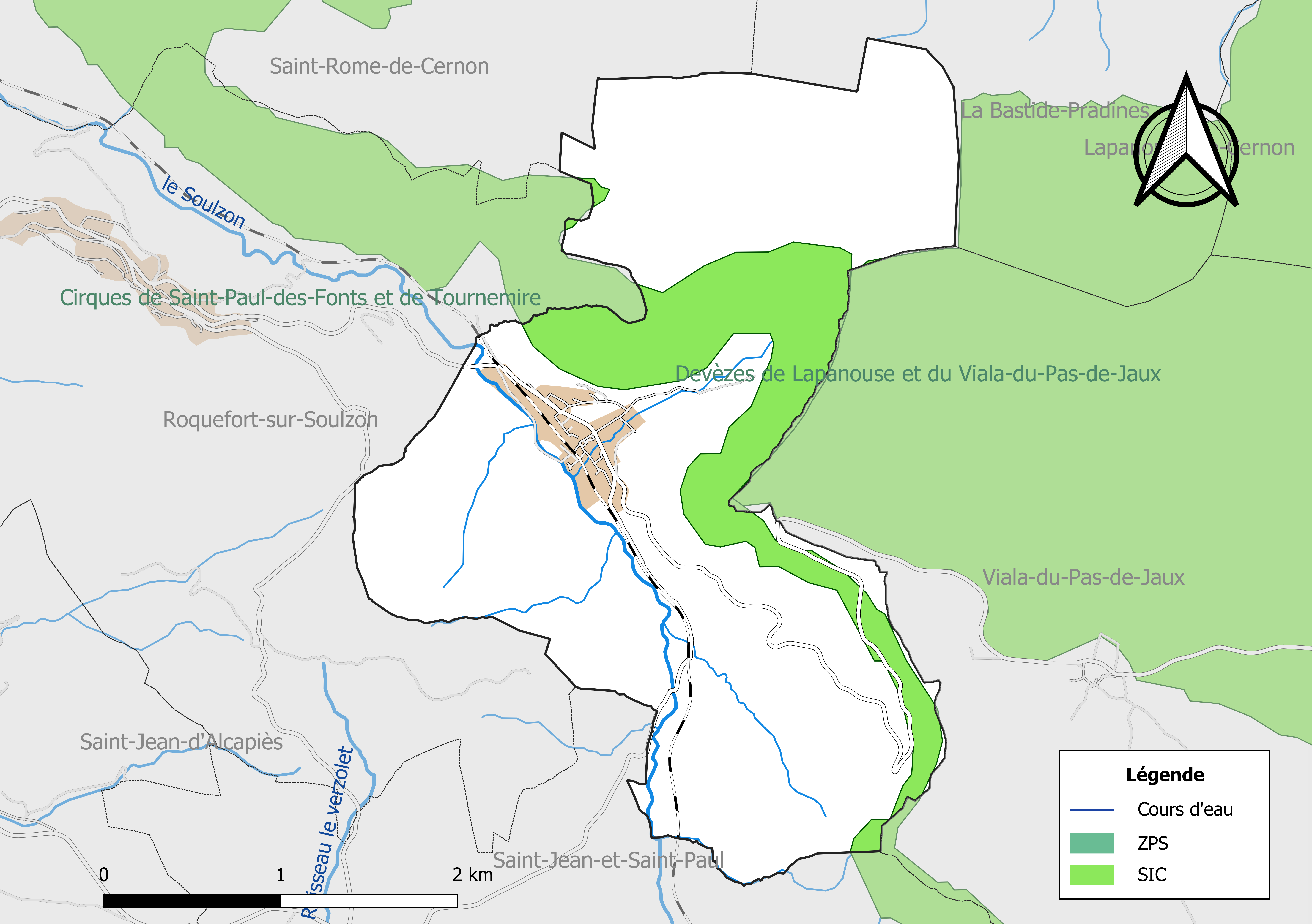
Sites Natura 2000 sur le territoire communal.

Le réseau Natura 2000 est un réseau écologique européen de sites naturels d’intérêt écologique élaboré à partir des Directives « Habitats » et « Oiseaux ». Ce réseau est constitué de Zones spéciales de conservation (ZSC) et de Zones de protection spéciale (ZPS). Dans les zones de ce réseau, les États Membres s'engagent à maintenir dans un état de conservation favorable les types d'habitats et d'espèces concernés, par le biais de mesures réglementaires, administratives ou contractuelles.
Un site Natura 2000 a été défini sur la commune au titre de la « directive Habitats » : 
- Les « Cirques de Saint-Paul-des-Fonts et de Tournemire », d'une superficie de 676 ha, situés bordures sud-ouest du Causse du Larzac, présentent des corniches calcaires et des escarpements rocheux. On y trouve aussi des cavités et des grottes. La cassure avec la bordure du plateau est brutale, le paysage est marqué par un étagement des activités agricoles depuis la vallée jusqu'au plateau : cultures et prairies dans la vallée et l'avant-causse, forêts sur les pentes (chênes pubescents, pins sylvestres), parcours sur le causse[20] ;

#### Zones naturelles d'intérêt écologique, faunistique et floristique
L’inventaire des zones naturelles d'intérêt écologique, faunistique et floristique (ZNIEFF) a pour objectif de réaliser une couverture des zones les plus intéressantes sur le plan écologique, essentiellement dans la perspective d’améliorer la connaissance du patrimoine naturel national et de fournir aux différents décideurs un outil d’aide à la prise en compte de l’environnement dans l’aménagement du territoire.
Le territoire communal de Tournemire comprend deux ZNIEFF de type 1,, 
les « Cirques de Saint-Paul-Des-Fonts et de Tournemire » (1 189 ha), couvrant 6 communes du département ;
et le « Devèze du Viala-du-Pas-de-Jaux et serre de Cougouille » (2 515 ha), couvrant 5 communes du département
et une ZNIEFF de type 2,, 
le « Causse du Larzac » (50 424 ha), qui s'étend sur 23 communes dont 21 dans l'Aveyron et 2 dans l'Hérault.

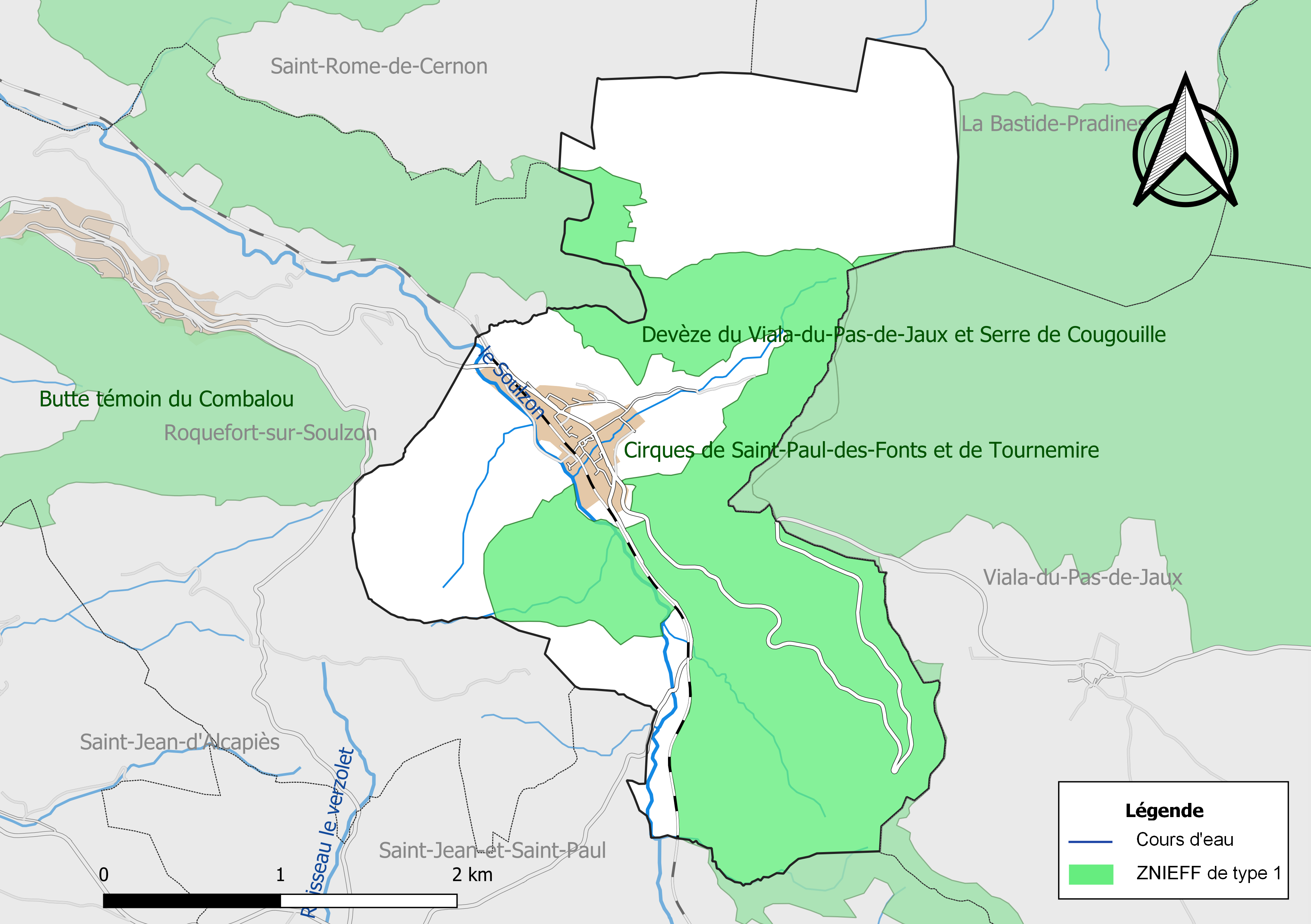
Carte des ZNIEFF de type 1 de la commune.
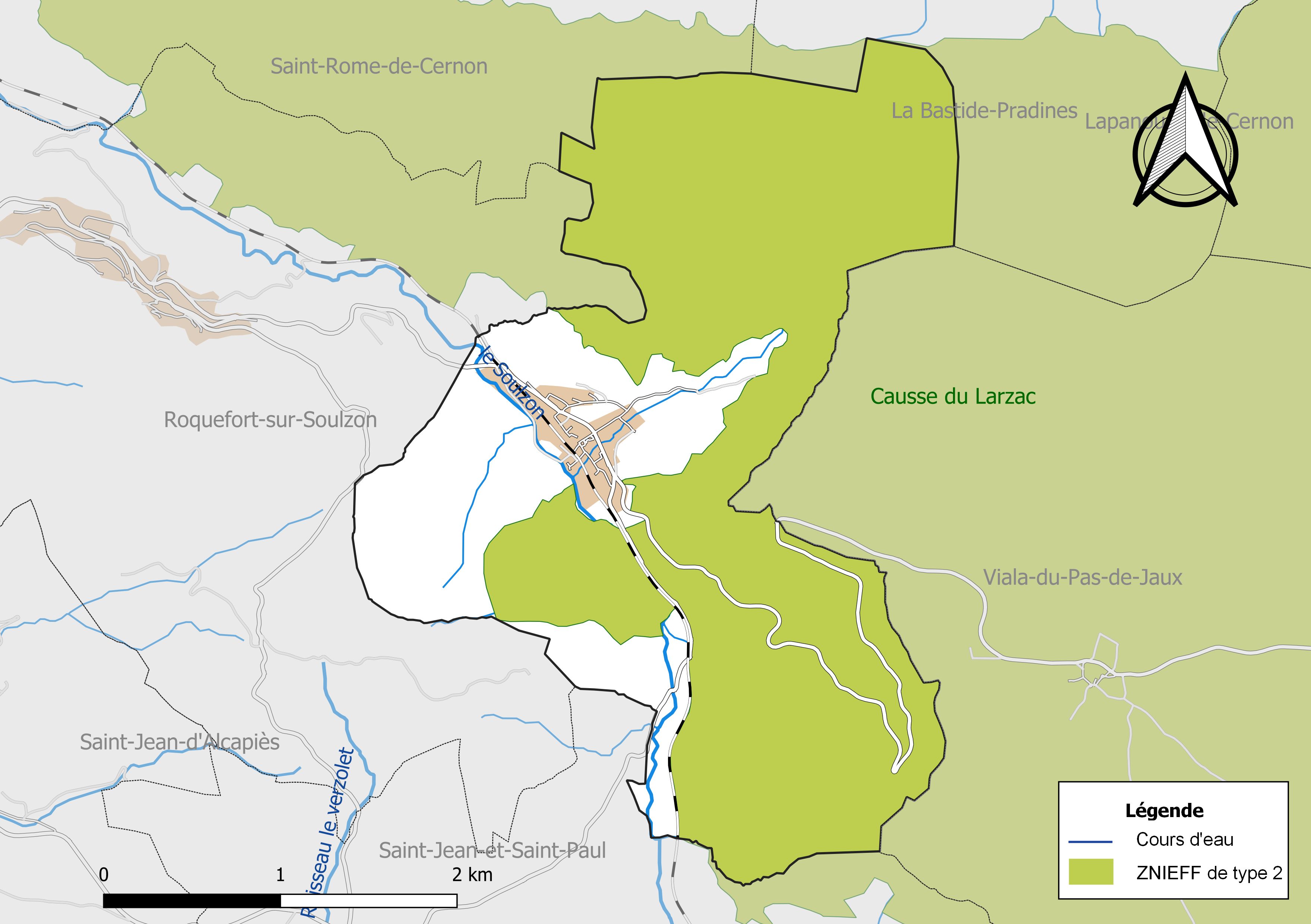
Carte de la ZNIEFF de type 2 de la commune.

## Urbanisme

### Typologie
Au 1er janvier 2024, Tournemire est catégorisée commune rurale à habitat dispersé, selon la nouvelle grille communale de densité à 7 niveaux définie par l'Insee en 2022.
Elle est située hors unité urbaine. Par ailleurs la commune fait partie de l'aire d'attraction de Saint-Affrique, dont elle est une commune de la couronne,. Cette aire, qui regroupe 16 communes, est catégorisée dans les aires de moins de 50 000 habitants,.

### Occupation des sols

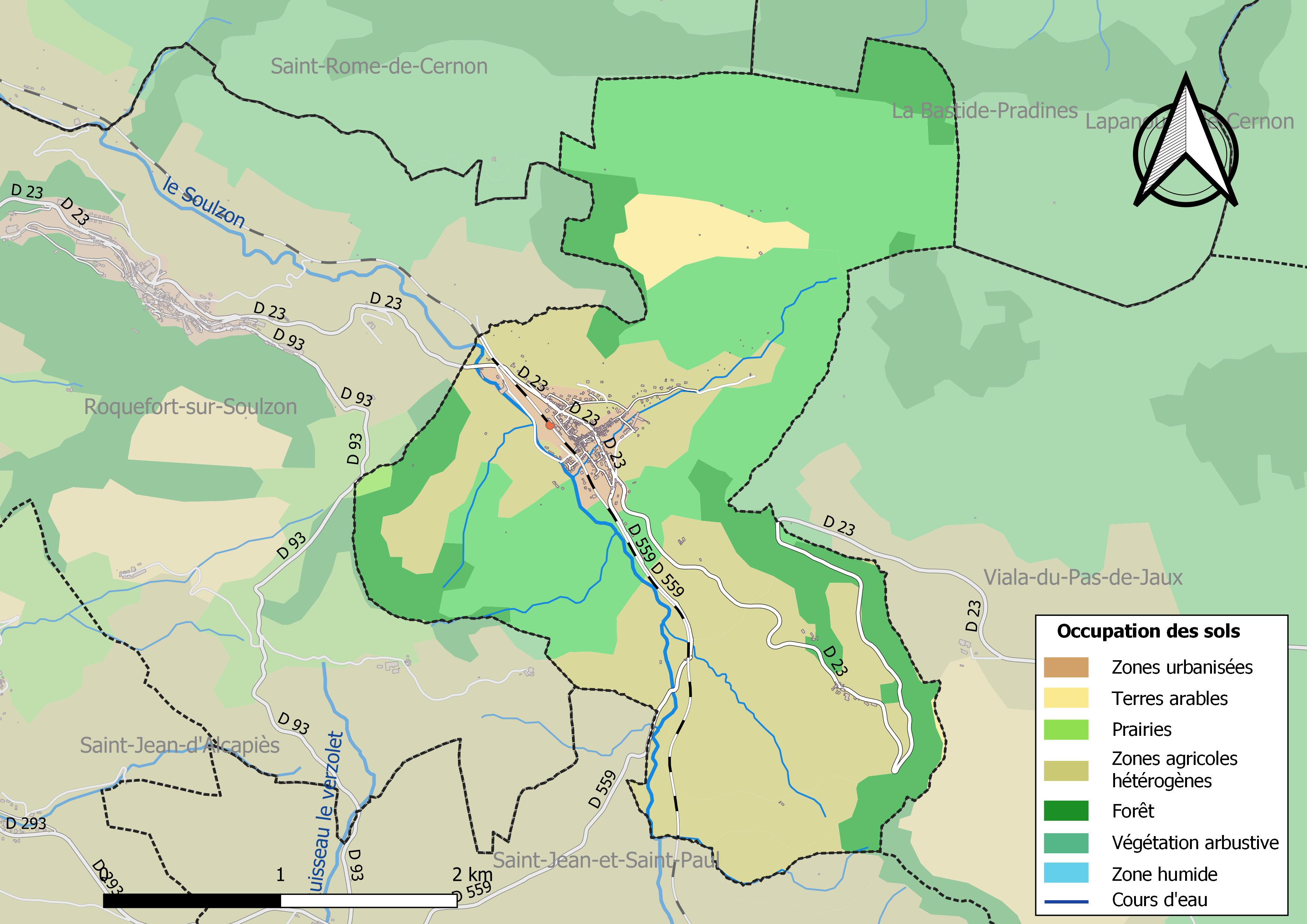
Infrastructures et occupation des sols de la commune de Tournemire.

L'occupation des sols de la commune, telle qu'elle ressort de la base de données européenne d’occupation biophysique des sols Corine Land Cover (CLC), est marquée par l'importance des forêts et milieux semi-naturels (55,2 % en 2018), une proportion identique à celle de 1990 (55,2 %). La répartition détaillée en 2018 est la suivante : 
milieux à végétation arbustive et/ou herbacée (39 %), zones agricoles hétérogènes (37,6 %), forêts (16,2 %), terres arables (3,6 %), zones urbanisées (3,2 %), prairies (0,3 %).

### Planification
La loi SRU du 13 décembre 2000 a incité fortement les communes à se regrouper au sein d’un établissement public, pour déterminer les partis d’aménagement de l’espace au sein d’un SCoT, un document essentiel d’orientation stratégique des politiques publiques à une grande échelle. La commune est dans le territoire du SCoT du Parc naturel régional des Grands Causses, approuvé le vendredi 7 juillet 2017 par le comité syndical et mis à l’enquête publique en décembre 2019. La structure porteuse est le Pôle d'équilibre territorial et rural du PNR des Grands Causses, qui associe huit communautés de communes, notamment la communauté de communes Saint Affricain, Roquefort, Sept Vallons, dont la commune est membre.
La commune disposait en 2017 d'une carte communale approuvée et un plan local d'urbanisme était en élaboration.

### Voies de communication et transports

#### Axes ferroviaires
Elle dispose d'une gare SNCF qui s'appelle Tournemire-Roquefort, entre Béziers et Neussargues, point de passage du train Aubrac Paris-Béziers sur la ligne électrifiée des Causses. Le trafic rail-route  y était florissant avant que le transport routier (au gazole) ne prenne le dessus. Elle était également le point de départ de lignes vers Saint-Affrique et Le Vigan. Dans cette dernière direction, la voie avait été déposée dans les années 1950 et reconstruite au début des années 1980 pour desservir le camp militaire du Larzac, mais ne fut jamais utilisée par un train militaire.

### Risques majeurs
Le territoire de la commune de Tournemire est vulnérable à différents aléas naturels : inondations, climatiques (hiver exceptionnel ou canicule), feux de forêts et séisme (sismicité très faible).
Il est également exposé à un risque technologique, le transport de matières dangereuses, et à un risque particulier, le risque radon,.

#### Risques naturels

Zones inondables de la commune de Tournemire.

Certaines parties du territoire communal sont susceptibles d’être affectées par le risque d’inondation par débordement du Soulzon. Les dernières grandes crues historiques, ayant touché plusieurs parties du département, remontent aux 3 et 4 décembre 2003 (dans les bassins du Lot, de l'Aveyron, du Viaur et du Tarn) et au 28 novembre 2014 (bassins de la Sorgues et du Dourdou). Ce risque est pris en compte dans l'aménagement du territoire de la commune par le biais du Plan de prévention du risque inondation (PPRI) Cernon-Soulzon, approuvé le 21 décembre 2007.
Le Plan départemental de protection des forêts contre les incendies découpe le département de l’Aveyron en sept « bassins de risque » et définit une sensibilité des communes à l’aléa feux de forêt (de faible à très forte). La commune est classée en sensibilité forte.
Les mouvements de terrains susceptibles de se produire sur la commune sont liés à la présence de cavités souterraines localisées sur la commune,.

#### Risques technologiques
Le risque de transport de matières dangereuses sur la commune est lié à sa traversée par une route à fort trafic et une ligne de chemin de fer. Un accident se produisant sur de telles infrastructures est en effet susceptible d’avoir des effets graves au bâti ou aux personnes jusqu’à 350 m, selon la nature du matériau transporté. Des dispositions d’urbanisme peuvent être préconisées en conséquence.

#### Risque particulier
Dans plusieurs parties du territoire national, le radon, accumulé dans certains logements ou autres locaux, peut constituer une source significative d’exposition de la population aux rayonnements ionisants. Toutes les communes du département sont concernées par le risque radon à un niveau plus ou moins élevé. Selon le dossier départemental des risques majeurs du département établi en 2013, la commune de Tournemire est classée à risque faible. Un décret du 4 juin 2018 a modifié la terminologie du zonage définie dans le code de la santé publique et a été complété par un arrêté du 27 juin 2018 portant délimitation des zones à potentiel radon du territoire français. La commune est désormais en zone 1, à savoir zone à potentiel radon faible.

## Politique et administration

### Découpage territorial
La commune de Tournemire est membre de la communauté de communes Saint Affricain, Roquefort, Sept Vallons, un établissement public de coopération intercommunale (EPCI) à fiscalité propre créé le 1er janvier 2017 dont le siège est à Vabres-l'Abbaye. Ce dernier est par ailleurs membre d'autres groupements intercommunaux.
Sur le plan administratif, elle est rattachée à l'arrondissement de Millau, au département de l'Aveyron et à la région Occitanie. Sur le plan électoral, elle dépend du  canton de Saint-Affrique pour l'élection des conseillers départementaux, depuis le redécoupage cantonal de 2014 entré en vigueur en 2015, et de la troisième circonscription de l'Aveyron  pour les élections législatives, depuis le dernier découpage électoral de 2010.

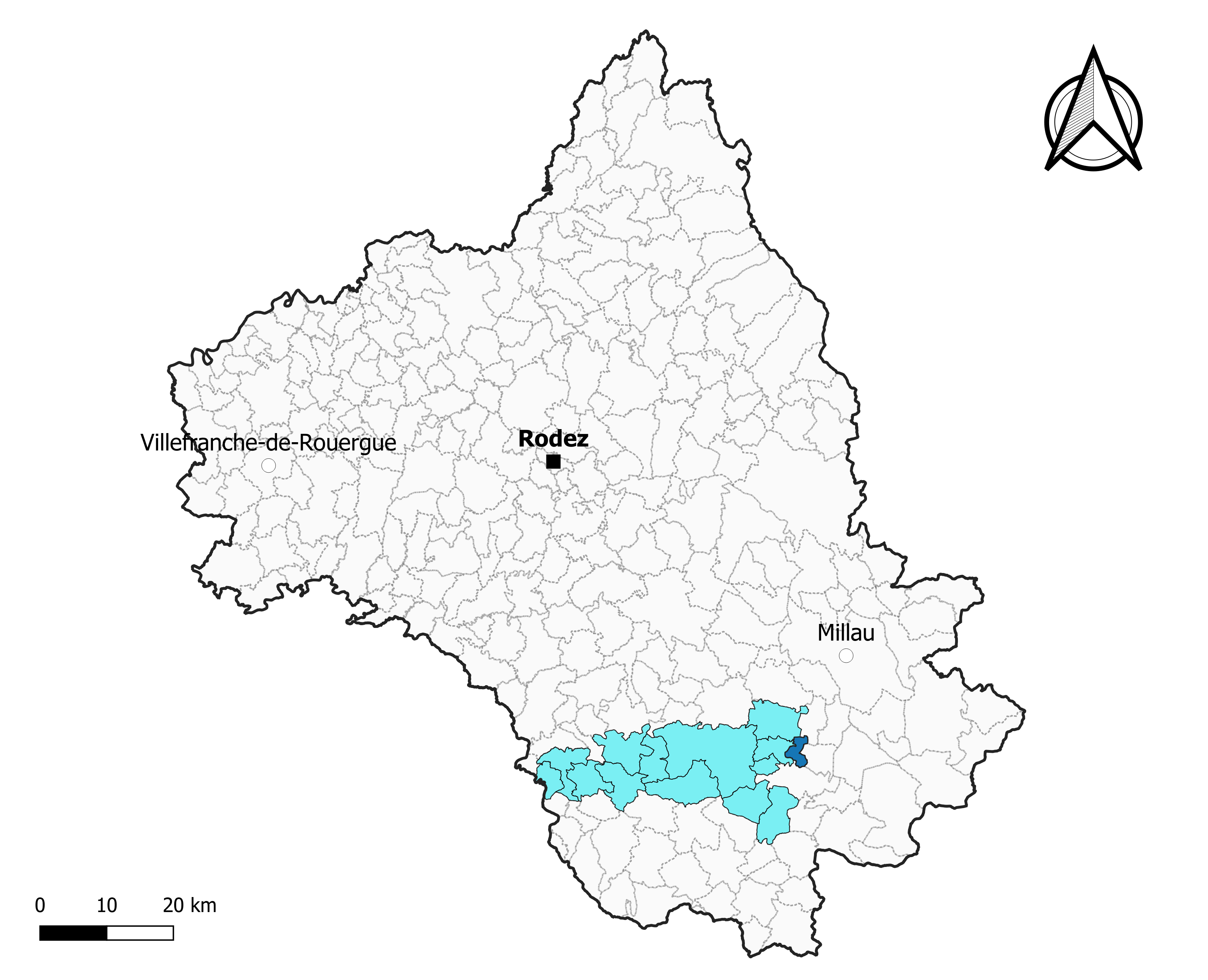
Tournemire dans l'intercommunalité en 2020.
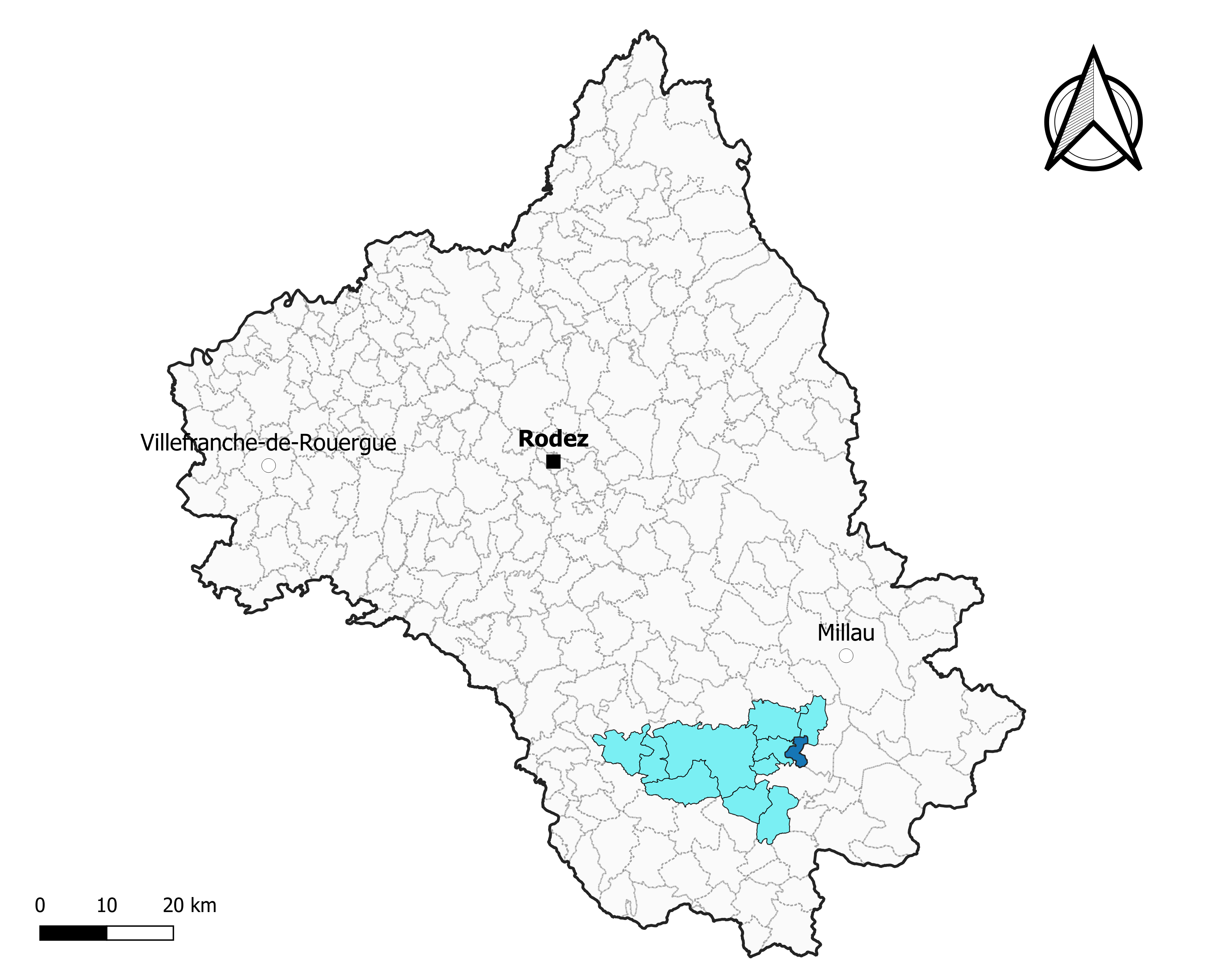
Tournemire dans le canton de Saint-Affrique en 2020.
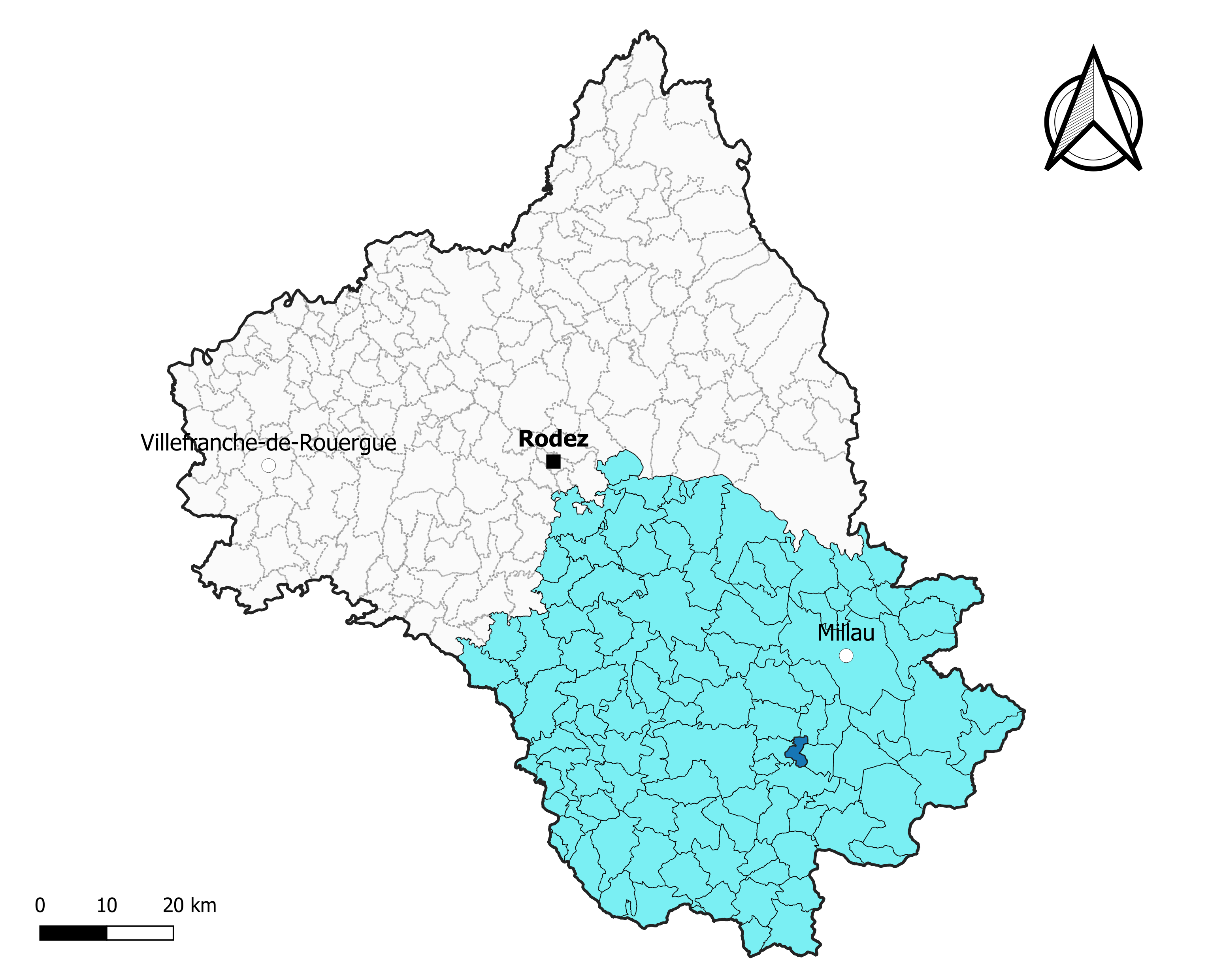
Tournemire dans l'arrondissement de Millau en 2020.

### Élections municipales et communautaires

#### Élections de 2020
Le conseil municipal de Tournemire, commune de moins de 1 000 habitants, est élu au scrutin majoritaire plurinominal à deux tours avec candidatures isolées ou groupées et possibilité de panachage. Compte tenu de la population communale, le nombre de sièges à pourvoir lors des élections municipales de 2020 est de 11. La totalité des onze candidats en lice est élue dès le premier tour, le 15 mars 2020, avec un taux de participation de 63,94 %.
Pascal Rivier, maire sortant, est réélu pour un nouveau mandat le 25 mai 2020.
Dans les communes de moins de 1 000 habitants, les conseillers communautaires sont désignés parmi les conseillers municipaux élus en suivant l’ordre du tableau (maire, adjoints puis conseillers municipaux) et dans la limite du nombre de sièges attribués à la commune au sein du conseil communautaire. Un siège est attribué à la commune au sein de la communauté de communes Saint Affricain, Roquefort, Sept Vallons.

#### Liste des maires
| Période                                  | Période  | Identité        | Étiquette | Qualité    |
| ---------------------------------------- | -------- | --------------- | --------- | ---------- |
| mars 2001                                | 2014     | Monique Barbaro |           |            |
| mars 2014                                | En cours | Pascal Rivier,  | DVD       | Commerçant |
| Les données manquantes sont à compléter. |          |                 |           |            |

## Démographie
L'évolution du nombre d'habitants est connue à travers les recensements de la population effectués dans la commune depuis 1793. Pour les communes de moins de 10 000 habitants, une enquête de recensement portant sur toute la population est réalisée tous les cinq ans, les populations de référence des années intermédiaires étant quant à elles estimées par interpolation ou extrapolation. Pour la commune, le premier recensement exhaustif entrant dans le cadre du nouveau dispositif a été réalisé en 2005.

En 2022, la commune comptait 420 habitants, en évolution de −0,94 % par rapport à 2016 (Aveyron : +0,37 %, France hors Mayotte : +2,11 %).
| 1793 | 1800 | 1846 | 1851 | 1856 | 1861 | 1866 | 1872 | 1876 |
| ---- | ---- | ---- | ---- | ---- | ---- | ---- | ---- | ---- |
| 253  | 329  | 360  | 399  | 380  | 371  | 370  | 650  | 482  |

| 1881 | 1886  | 1891 | 1896 | 1901 | 1906 | 1911 | 1921 | 1926 |
| ---- | ----- | ---- | ---- | ---- | ---- | ---- | ---- | ---- |
| 685  | 1 060 | 680  | 763  | 749  | 714  | 868  | 854  | 853  |

| 1931 | 1936 | 1946 | 1954 | 1962 | 1968 | 1975 | 1982 | 1990 |
| ---- | ---- | ---- | ---- | ---- | ---- | ---- | ---- | ---- |
| 809  | 803  | 817  | 755  | 737  | 645  | 521  | 473  | 474  |

| 1999 | 2005 | 2006 | 2010 | 2015 | 2020 | 2022 | - | - |
| ---- | ---- | ---- | ---- | ---- | ---- | ---- | - | - |
| 416  | 446  | 446  | 393  | 425  | 424  | 420  | - | - |

## Économie

### Revenus
En 2018  (données Insee publiées en septembre 2021), la commune compte 178 ménages fiscaux, regroupant 404 personnes. La médiane du revenu disponible par unité de consommation est de 20 100 € (20 640 € dans le département).

### Emploi
| Division       | 2008   | 2013   | 2018  |
| -------------- | ------ | ------ | ----- |
| Commune        | 12,2 % | 11,2 % | 13 %  |
| Département    | 5,4 %  | 7,1 %  | 7,1 % |
| France entière | 8,3 %  | 10 %   | 10 %  |

En 2018, la population âgée de 15 à 64 ans s'élève à 247 personnes, parmi lesquelles on compte 74,8 % d'actifs (61,8 % ayant un emploi et 13 % de chômeurs) et 25,2 % d'inactifs,. Depuis 2008, le taux de chômage communal (au sens du recensement) des 15-64 ans est supérieur à celui de la France et du département.
La commune fait partie de la couronne de l'aire d'attraction de Saint-Affrique, du fait qu'au moins 15 % des actifs travaillent dans le pôle,. Elle compte 74 emplois en 2018, contre 98 en 2013 et 115 en 2008. Le nombre d'actifs ayant un emploi résidant dans la commune est de 154, soit un indicateur de concentration d'emploi de 48,1 % et un taux d'activité parmi les 15 ans ou plus de 52,9 %.
Sur ces 154 actifs de 15 ans ou plus ayant un emploi, 31 travaillent dans la commune, soit 20 % des habitants. Pour se rendre au travail, 87,6 % des habitants utilisent un véhicule personnel ou de fonction à quatre roues, 1,3 % les transports en commun, 7,9 % s'y rendent en deux-roues, à vélo ou à pied et 3,3 % n'ont pas besoin de transport (travail au domicile).

### Activités hors agriculture
19 établissements sont implantés  à Tournemire au 31 décembre 2019.
Le secteur du commerce de gros et de détail, des transports, de l'hébergement et de la restauration est prépondérant sur la commune puisqu'il représente 47,4 % du nombre total d'établissements de la commune (9 sur les 19 entreprises implantées  à Tournemire), contre 27,5 % au niveau départemental.

### Agriculture
|               | 1988 | 2000 | 2010 | 2020 |
| ------------- | ---- | ---- | ---- | ---- |
| Exploitations | 3    | 3    | 4    | 4    |
| SAU (ha)      | 266  | 289  | 347  | 314  |

La commune est dans les Grands Causses, une petite région agricole occupant le sud-est du département de l'Aveyron. En 2020, l'orientation technico-économique de l'agriculture  sur la commune est la polyculture et/ou le polyélevage. Quatre exploitations agricoles ayant leur siège dans la commune sont dénombrées lors du recensement agricole de 2020 (trois en 1988). La superficie agricole utilisée est de 314 ha,,.

## Culture locale et patrimoine

### Lieux et monuments
- Dolmen de Coste-Plane.
- Grotte du Brias.
- Couvent des Sœurs de Notre-Dame XIXe siècle.
- Chapelle de l'institution Notre-Dame de Tournemire.
- Église de l'Assomption de Tournemire.
- Cirque du Brias.

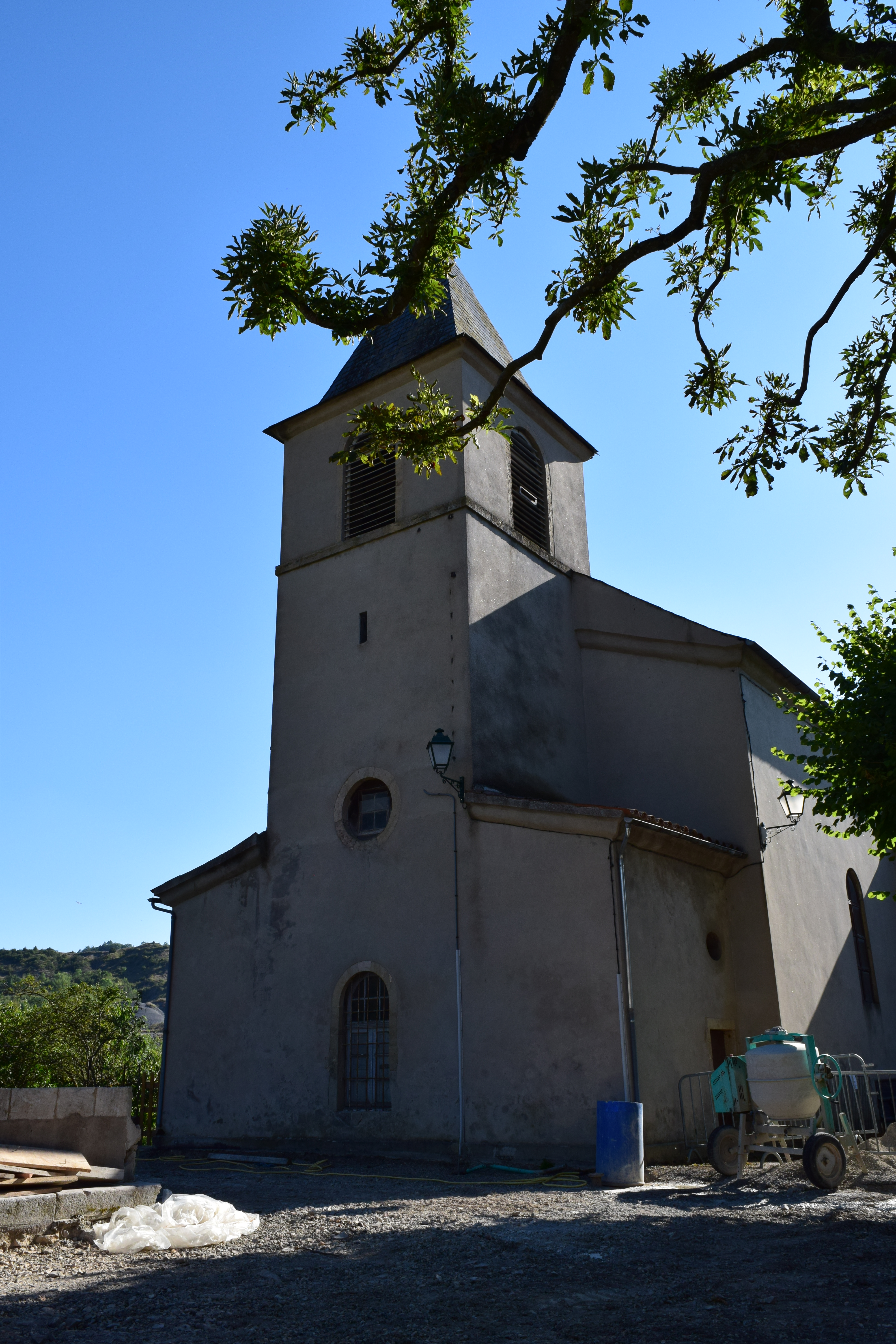
Église de l'Assomption.
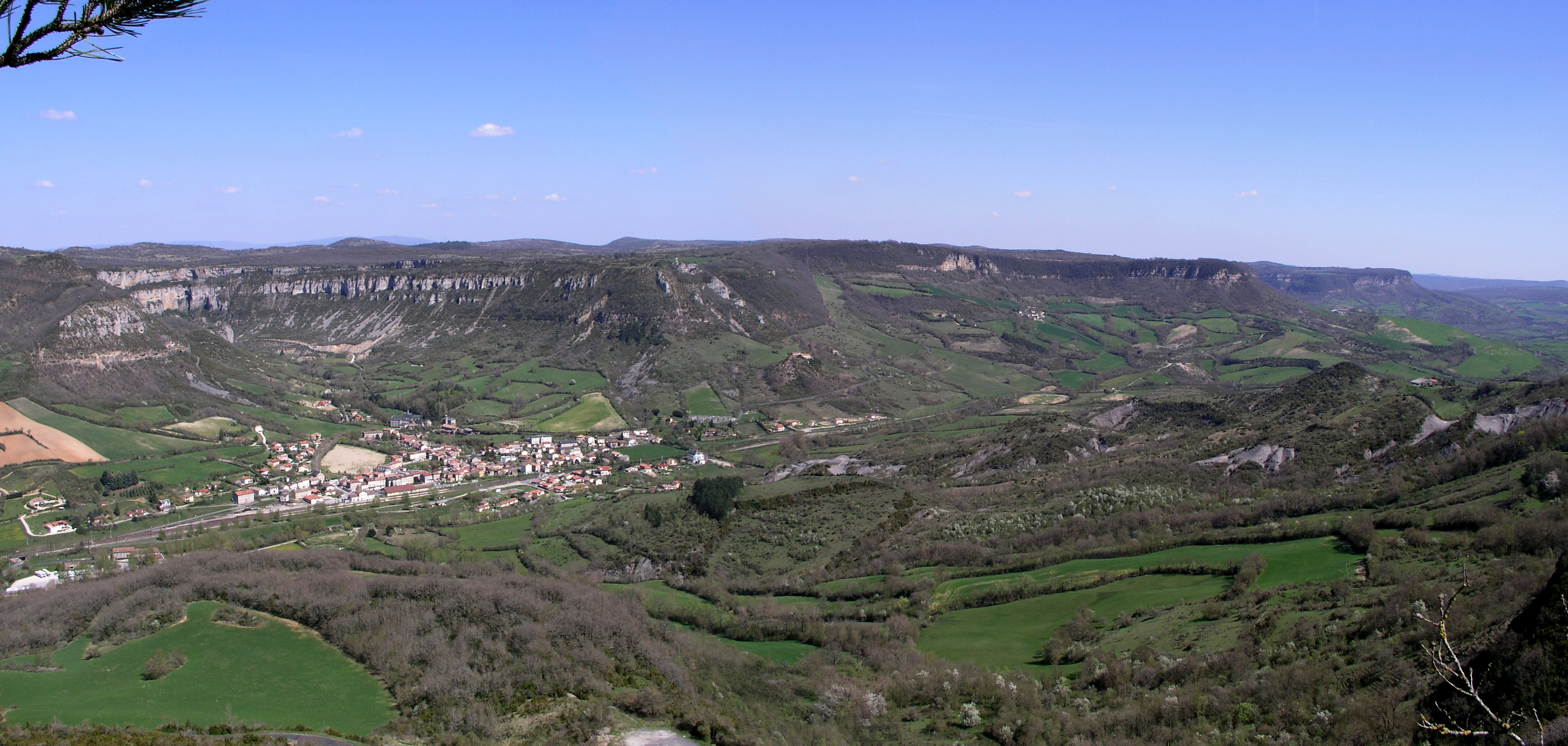
Tournemire et les contreforts du Larzac.
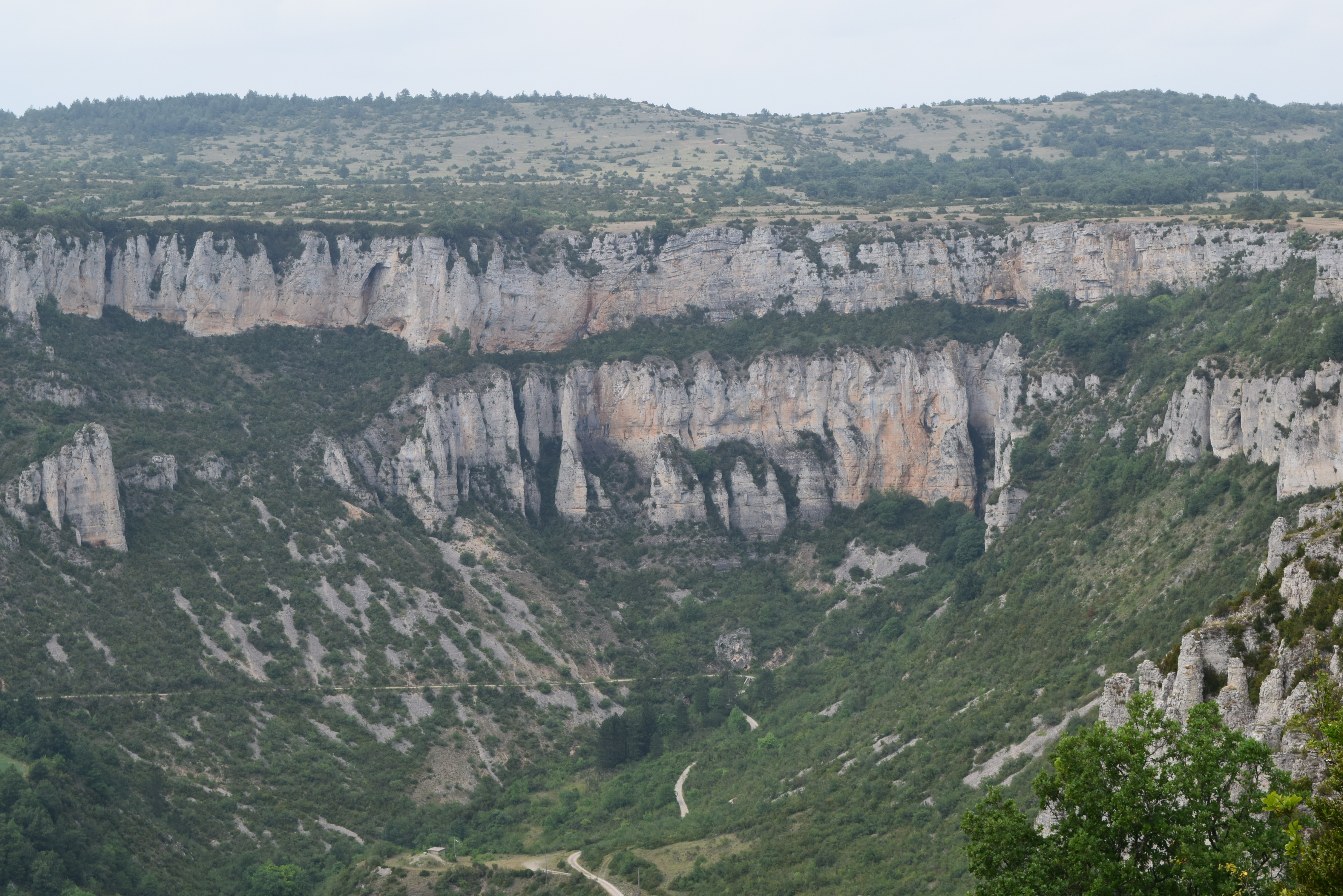
Cirque du Brias.
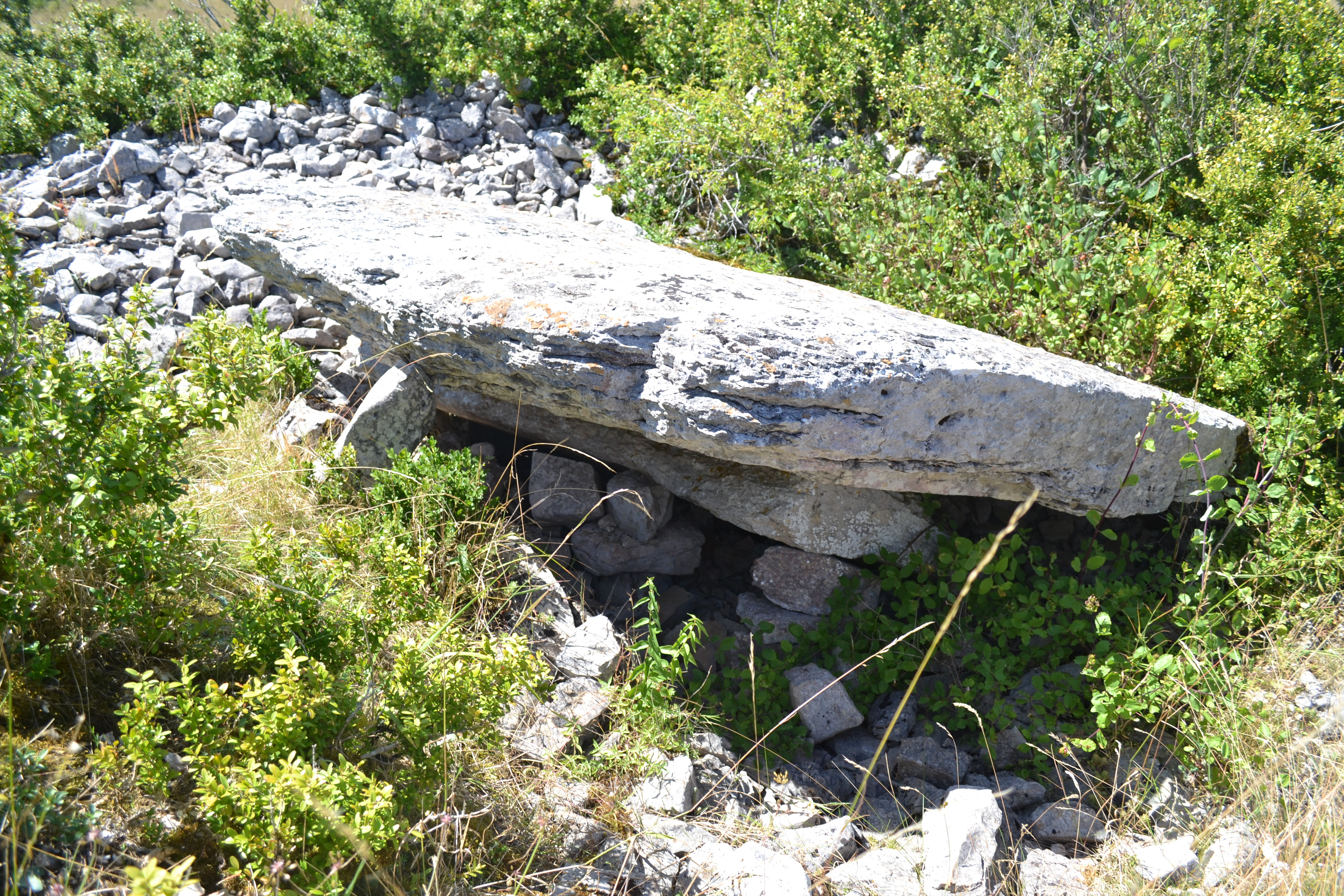
Dolmen de Coste Plane.

### Personnalités liées à la commune
- Gustave Déléris, Sous-Chef de Service du Trésor à Bulgnéville (Vosges), fusillé ainsi que sa belle-mère Juliette Meneteau, par les Allemands le 30 août 1944 à Vittel (Vosges)[61],[62],[63].